# Joe Frank Harris
Joe Frank Harris, född 16 februari 1936 i Cartersville i Georgia, är en amerikansk demokratisk politiker. Han var Georgias guvernör 1983–1991.
Harris avlade 1958 kandidatexamen i företagsekonomi vid University of Georgia och satt i Georgias representanthus innan han kandiderade till guvernör.
Harris efterträdde 1983 George Busbee som Georgias guvernör och efterträddes 1991 av Zell Miller. Som guvernör säkrade han finansieringen för Georgia Dome och Atlanta valdes till värdstad för olympiska sommarspelen 1996.